# Medinomyia canescens
Medinomyia canescens är en tvåvingeart som beskrevs av Louis-Paul Mesnil 1957. Medinomyia canescens ingår i släktet Medinomyia och familjen parasitflugor.
Artens utbredningsområde är Myanmar. Inga underarter finns listade i Catalogue of Life.